# Архипов, Валентин Фёдорович
Валентин Фёдорович Архипов ― российский художник, Заслуженный художник Бурятской АССР (1983), Народный художник Бурятской АССР (1996).

## Биография
Родился 1 мая 1941 года в городе Рязань.
После средней школы поступил в Рязанское художественное училище, которое окончил в 1960 году. В 1968 году окончил Дальневосточный институт искусств в городе Владивосток. С 1969 года участвует в различных художественных выставках.
С началом строительства Байкало-Амурской магистрали приехал в Бурятию. Архипов в одном из интервью признался, что значительную роль в его творческом становлении, сыграла одна из грандиозных строек XX века — БАМ. Он одним из первых среди художников побывал на бурятском участке стройки, став после этого одним из активных летописцев БАМа среди российских и бурятских художников.
С 1977—1978 год — работал ответственным секретарем Союза художников Бурятии. С 1978 года — член Союза художников России.
Выставлял свои картины на персональных выставках в Республиканском художественном музее имени Ц. С. Сампилова (1981, Улан-Удэ, 2011 «Женщины и цветы»), в Северобайкальской картинной галерее (1981, 1983, 1985), в Молодёжном художественном театре (1993, 1996, Улан-Удэ), в Национальной библиотеке (1996, 1998, Улан-Удэ).
Написал такие полотна, как: «Владимир Ананьев»(1975), «Индустриальный пейзаж» (1976), «Поселок тоннельщиков. Даван» (1976), «Мыс Курлы-порт» (1976), «В Зейске» (1979), «Краны» (1979), «У вагончика» (1979), «Поселок Северобайкальск» (1983), «Иволгинский дацан» (2004), «На курорте Горячинск» (2005). «Весна в горах» (2003).
Его картины находятся в Музее имени Ц. С. Сампилова, в Государственном историческом музее (Москва), в фондах «Росизопропаганда» (Москва), в Министерстве культуры России, в музее В. И. Ленина в селе Шушенское Красноярского края и в частных коллекциях.

## Награды и звания
- Заслуженный художник Бурятской АССР (1983)
- Народный художник Бурятской АССР (1996)
- Медаль «За строительство Байкало-Амурской магистрали»
- Медаль «За культурное обслуживание бамовцев» (1985)